# Luis Alfonso Sánchez-Vellisco
Luis Alfonso Sánchez-Vellisco Sánchez (Madrid, 1980) es un diplomático español. Es embajador de España en Nueva Zelanda (desde 2025).

## Carrera diplomática
Tras licenciarse en Derecho, ingresó en la Escuela diplomática (2007).
Ha estado destinado en las Embajadas de España en: Bamako (Mali), Addis Abeba (Etiopía), Acra (Ghana) -en comisión de servicios- y Camberra (Australia).
En el Ministerio de Asuntos Exteriores, Unión Europea y Cooperación - MAEUEC (Madrid) ha sido: vocal asesor en el Gabinete de la Secretaría de Estado de Cooperación Internacional, subdirector adjunto para el Magreb y jefe de Estudios en la Escuela Diplomática; y vocal asesor en el Gabinete del Ministro.